# Korechika Anami
Korechika Anami (阿南 惟幾, Anami Korechika, 21 de fevereiro de 1887 – 15 de agosto de 1945) foi um general do Exército imperial japonês durante a Segunda Guerra Mundial e Ministro da Guerra durante a rendição do Japão.

## Biografia
Anami nasceu na cidade de Taketa, em Ōita, filho de um burocrata que trabalhava no Ministério do Interior. Ele cresceu em Tóquio e em Tokushima. Em 1906 se formou na Academia Imperial do Exército Japonês, como tenente de infantaria. Em 1918 foi para o Faculdade de Guerra do Exército e se formou como capitão.
Em 1919 foi para o Quartel-General do exército e em 1922 já era major. Entre agosto e dezembro de 1925, Anami foi apontado como adido militar na França. Em seu retorno ao Japão, foi apontado como comandante do 45º Regimento de Infantaria.
Entre 1929 e 1930, Anami serviu como ajudante de ordens do Imperador Hirohito. Logo em seguida foi promovido a coronel.
Já entre 1933 e 1934, Anami serviu como comandante do 2º Regimento da Guarda Imperial. Ele depois serviu como comandante da Escola Preparatória Militar em Tóquio e foi promovido a major-general em 1935.
Em 1937, foi apontado para o Ministério da Guerra e no ano seguinte serviu como chefe de pessoal, sendo logo promovido a tenente-general.
No começo da Segunda Guerra Sino-Japonesa, Anami foi apontado como comandante da 109ª Divisão, servindo na China em 1938. Em 1939 foi reconvocado ao Japão para servir dentro do Ministério da Guerra do primeiro-ministro Fumimaro Konoe. Anami apoiou a ascensão de Hideki Tojo ao poder no Japão em 1941, sedimentando o controle do poder político no país por parte de uma aristocracia militar ultranacionalista.
Em 1941, Anami retornou a China como comandante do 11º Exército e depois comandou tropas em Manchukuo, em julho de 1942.
Em maio de 1943, Anami foi promovido a general pleno. Com a situação na Guerra do Pacífico se deteriorando, Anami foi transferido para o Teatro Sul e dirigiu operações na Nova Guiné Ocidental e Halmahera.
Anami voltou ao Japão em dezembro de 1944, se tornando inspetor general da Aviação do Exército e do Departamento de Aeronáutica, enquanto também servia no Conselho Militar Supremo. Em abril de 1945, ele foi apontado como Ministro da Guerra e do Exército pelo primeiro-ministro Kantarō Suzuki.
Em 1945, a guerra já estava, militarmente, perdida para o Japão. Mesmo assim, como vários outros oficiais das forças armadas, Anami se opunha ferozmente à ideia de rendição, apesar de ter completo entendimento e reconhecer publicamente que as perdas japonesas nos campos de batalha eram irrecuperáveis e que a capacidade industrial do país estava em ruínas devido aos bombardeios dos Aliados, com todas as grandes cidades japonesas em escombros. Mesmo após os bombardeamentos atômicos das cidades de Hiroshima e Nagasaki, o general Anami se opôs à aceitação da Declaração de Potsdam e defendia uma batalha em larga escala em solo japonês para tentar causar o máximo de perdas nos Aliados e só então firmar um cessar-fogo, talvez até mesmo mantendo partes dos territórios conquistados.
Eventualmente, seus argumentos e defesa da ideia de que a rendição do país era algo desonroso foram sobrepujados quando o Imperador Hirohito ordenou ao gabinete de governo que a guerra fosse encerrada o mais rápido possível; os apoiadores de Anami no exército sugeriram que ele deveria votar contra a rendição ou renunciar seu cargo no gabinete ministerial. Ao invés disso, ele preferiu recuar de sua posição e ordenou que seus oficiais deveriam ceder, mais tarde afirmando ao seu cunhado: "como soldado japonês, eu devo obedecer ao meu imperador." Após relutantemente aceitar cooperar com o primeiro-ministro Suzuki para encerrar a guerra nos termos dos Aliados Ocidentais, ele informou os oficiais do exército sobre a decisão do Ministério da Guerra de acatar a Declaração de Potsdam e que isso era um comando imperial e, assim, deveriam obedecer. Sua postura firme e recusa em apoiar qualquer ação do exército contra o gabinete ministerial foi um dos fatores decisivos para o fracasso do Incidente de Kyūjō, uma tentativa de golpe de estado por parte de alguns oficiais que queriam impedir o pronunciamento imperial via rádio que proclamaria ao povo japonês que o governo do país havia aceitado a rendição.
Em 14 de agosto de 1945, o general Anami assinou o documento oficial de rendição junto com o resto do gabinete e então cometeu suicídio ritual (seppuku) na manhã seguinte. Em sua nota de suicídio: "Eu — com minha morte — humildemente peço desculpas ao Imperador pelo grande crime." Esta nota "enigmática" gerou múltiplas interpretações.
O túmulo de Anami está no cemitério Tama, em Fuchū, Tóquio. Sua espada e uniforme ensanguentado, junto com sua nota de suicídio, estão, atualmente, a mostra no museu Yūshūkan, próximo do Santuário Yasukuni em Tóquio.